# Wilhelm Peters (konstnär)
För zoologen, se Wilhelm Peters (zoolog)
Wilhelm Otto Peters, född 1851 i Kristiania (Oslo), död 1935, var en norsk målare. Han var nära förbunden med Skagenmålarna under det tidiga 1880-talet.

## Utbildning
Wilhelm Peters utbildade sig i teckning för David Arnesen och Johan Fredrik Eckersberg 1867–1870. Han arbetade därefter som illustratör och blev uppmärksammad av Karl XV, som såg till att han fick studera på Konstakademien i Stockholm från 1871 till 1873. Därefter reste Wilhelm Peters till Rom, där han studerade för Antonio Piccinni 1873–1876. Han slutförde därefter sina studieår 1880 efter perioder i München och Paris.

## Yrkesliv
Peters var utbildad till historiemålare, men tog i stället upp folkloremålning med utställningar i Danmark. I Paris i slutet av 1870-talet attraherades han av den franska naturalismen. När han kom till Skagen 1881 medförde han erfarenhet från sina resor till Tyskland, Rom och Paris, och blev därigenom bidragsgivande till modernismens genombrott i nordiskt måleri.
Efter att ha träffat Michael och Anna Ancher under sitt första besök i Skagen, återvände han 1882 och 1883 och lärde då känna Christian Krogh, P.S. Krøyer och Eilif Peterssen. Han var en av de första av Skagenmålarna som målade fiskare på Brøndums Hotel i Skagen, ett motiv som senare togs upp av Michael Ancher och P.S. Krøyer. William Peters fick med en av sina målningar från Skagen Høstutstillingen i Oslo 1882.
År 1885 blev han huvudlärare på Statens håndverks- og kunstindustriskole i Oslo, en befattning han upprätthöll till 1932. Förutom målningar och etsningar skapade han glasfönster, till exempel i Sankt Olav domkirke i Oslo.

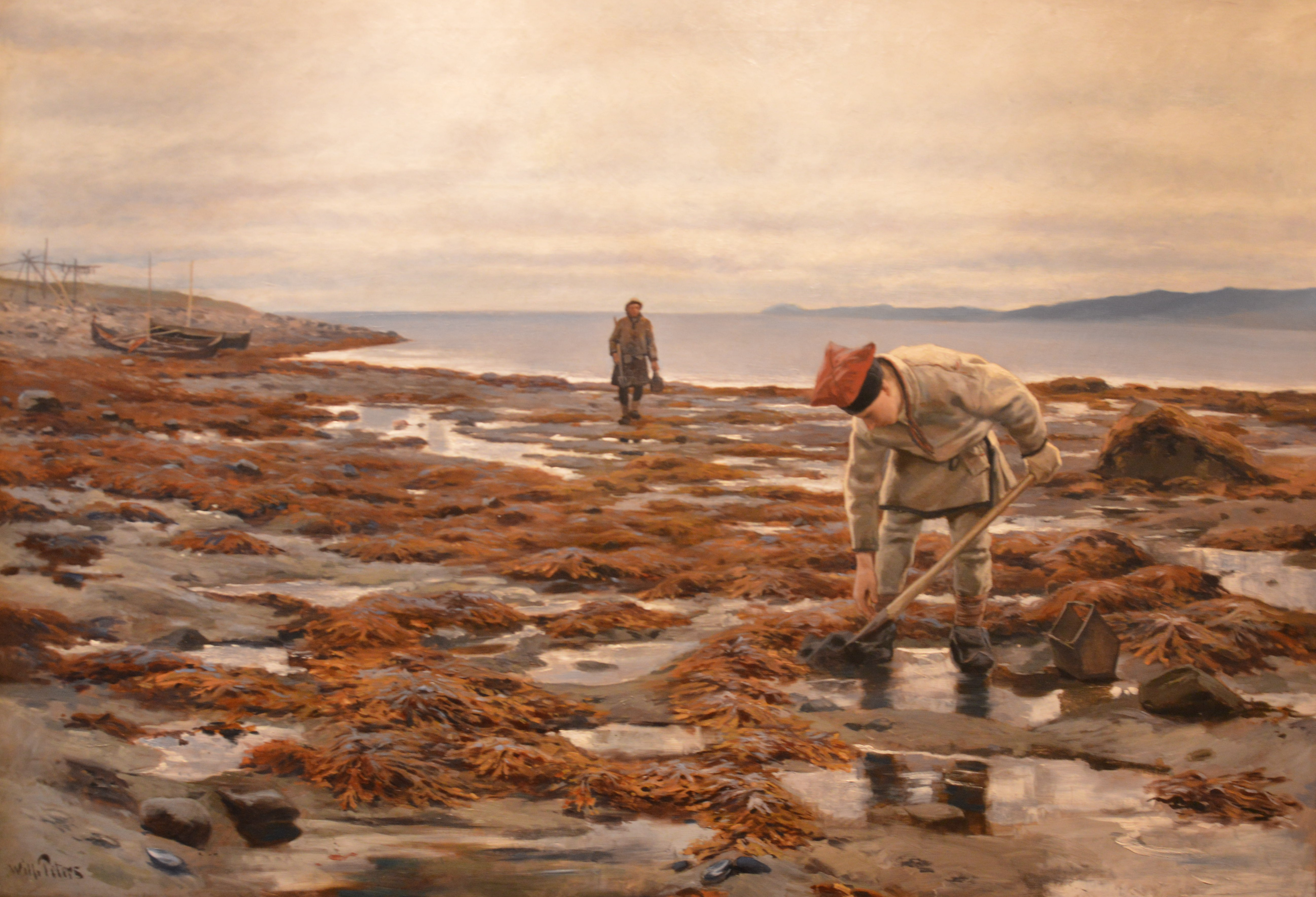
Wilhelm Peters: Grävande efter mask (1884)

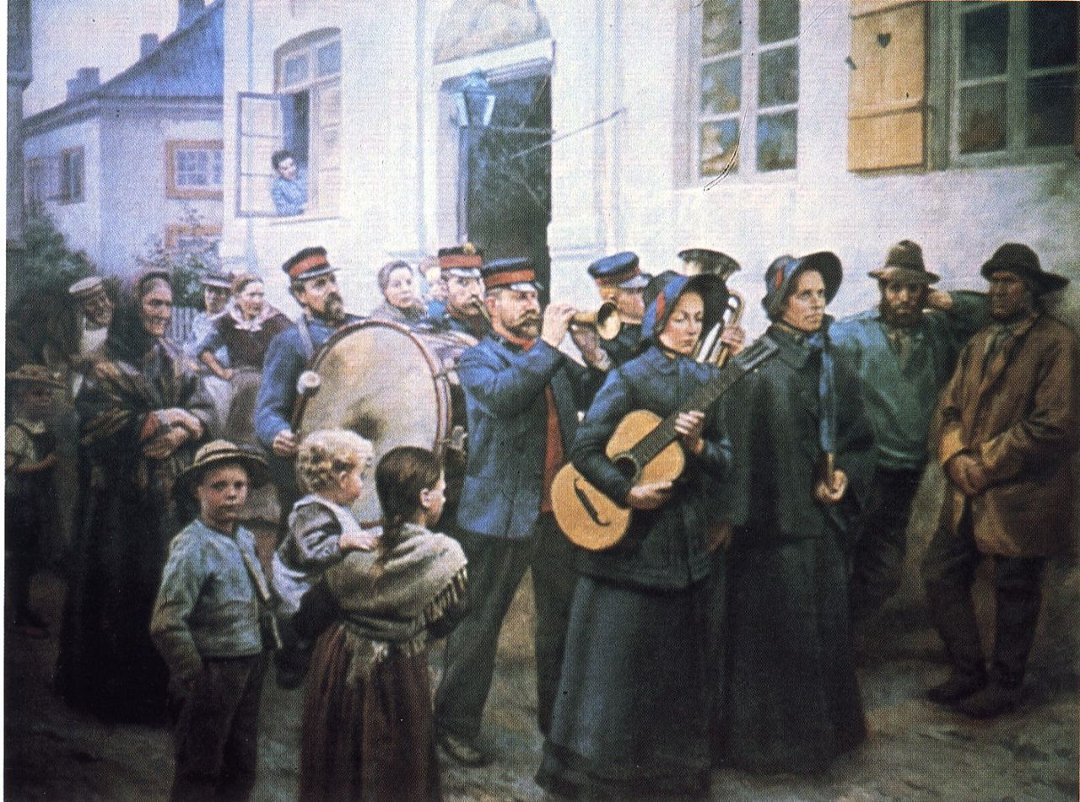
Stormangrep på en fiskerlandsby (1895)